# Khormā Zard
Khormā Zard (persiska: خرما زرد) är en ort i Iran.   Den ligger i provinsen Östazarbaijan, i den nordvästra delen av landet, 500 km väster om huvudstaden Teheran. Khormā Zard ligger 1 545 meter över havet och antalet invånare är 899.
Terrängen runt Khormā Zard är kuperad norrut, men söderut är den platt. Terrängen runt Khormā Zard sluttar söderut.Runt Khormā Zard är det ganska tätbefolkat, med 155 invånare per kvadratkilometer. Närmaste större samhälle är Marāgheh, 7,3 km öster om Khormā Zard. Runt Khormā Zard är det i huvudsak tätbebyggt.